# Diodor Kronos
Diodor Kronos (gr.  Διόδωρος Κρόνος, III w. p.n.e.) – starogrecki filozof, przedstawiciel szkoły megarejskiej.
Był synem Ameiniasa pochodzącego z Jazos i uczniem Appolloniosa. Słynął ze swoich umiejętności dialektycznych. Diogenes Laertios pisze, że właśnie dialektyki uczył się u niego Zenon z Kition.